# Abdelkader Horr
Abdelkader Horr   (Alger, 10 de novembre de 1953) és un exfutbolista algerià de la dècada de 1980.
Fou internacional amb la selecció d'Algèria amb la qual participà en la Copa del Món de futbol de 1982.
Pel que fa a clubs, destacà a DNC Alger.